# موتر (فسيولوجي)
يشير المصطلح موتر في علم وظائف الأعضاء إلى الاستجابة الفسيولوجية التي تكون بطيئة، وقد تكون متدرجة. وعادة ما يُستخدم هذا المصطلح في مقابل الاستجابة السريعة. فعلى سبيل المثال، تتناقض العضلات الموترة مع نوع أكثر نمطية وأكثر سرعة وهو العضلات النفضية، بينما تتناقض النهايات العصبية الحسية الموترة مع النهايات العصبية الحسية الطورية الأكثر سرعة.

## العضلات الموترة
تعتبر العضلات الموترة أقل سرعة من الألياف النفضية بالنسبة للزمن ما بين التنبيه للتنشيط الكامل، وزمن الارتخاء الكامل عند توقف المنبهات، وسرعة التقصير القصوى. ونادرًا ما توجد هذه العضلات في الثدييات (فهي توجد فقط في العضلات المحركة للعين وفي الأذن الوسطى)، لكنها شائعة في الزواحف والبرمائيات.

## المستقبلات الحسية الموترة
يتكيف المدخل الحسي الموتر ببطء مع المنبه ويستمر لإنتاج كوامن الفعل خلال مدة التنبيه. وبهذه الطريقة فهي تنقل المعلومات بخصوص مدة التنبيه. وعلى النقيض، تتكيف المستقبلات الطورية بسرعة مع المنبه. تتناقص استجابة الخلية بسرعة ثم تتوقف بعد ذلك. فهي لا توفر معلومات بخصوص فترة التنبيه. وبدلاً من ذلك فإن بعضها ينقل معلومات عن التغيرات السريعة في كثافة ومعدل التنبيه. وتعد الكرية البصلية مثالاً على المستقبلات الطورية.